# Patuletina
Patuletina es un O-methylated flavonol. Se puede encontrar en el género Eriocaulon.

## Glucósidos
El glucósido de patuletina se pueden encontrar en Ipomopsis aggregata.
Patuletin-3-O-rutinosido puede aislarse de la parte aérea de Echinacea angustifolia.
Patuletina acetilrhamnosidos se puede aislar de Kalanchoe brasiliensis.